# Портитовци
Портитовци (болг. Портитовци) — село в Болгарии. Находится в Монтанской области, входит в общину Бойчиновци. Население составляет 463 человека.

## Политическая ситуация
В местном кметстве Портитовци, в состав которого входит Портитовци, должность кмета (старосты) исполняет Таня Георгиева Петрова (ОГОСТА,ДВИЖЕНИЕ ЗА ПРАВА И СВОБОДИ) по результатам выборов правления кметства.
Кмет (мэр) общины Бойчиновци — Славей Иванов Костодинов (Граждане за европейское развитие Болгарии (ГЕРБ)) по результатам выборов в правление общины.